# Ingen hör hemma här mer än du
Ingen hör hemma här mer än du är en bok skriven av Miranda July. Boken publicerades först på engelska 2007 (originaltitel No One Belongs Here More than You), den svenska utgåvan släpptes 2008. Den vann Frank O'Connor International Short Story Award 2007. Boken är Julys debut, några av novellerna hade dock tidigare publicerats i tidningar och samlingsböcker.
Noveller:
- Den gemensamma uteplatsen
- Simklubben
- Majestät
- Mannen i trappan
- Systern
- Den här personen
- Det var romantik
- Någonting som inte behöver något
- Jag kysser en dörr
- Pojken från Lam Kien
- Making love in 2003
- Tio sanna saker
- Rörelserna
- Mon Plaisir
- Födelsemärke
- Hur man berättar sagor för barn